# Torre Esmeralda

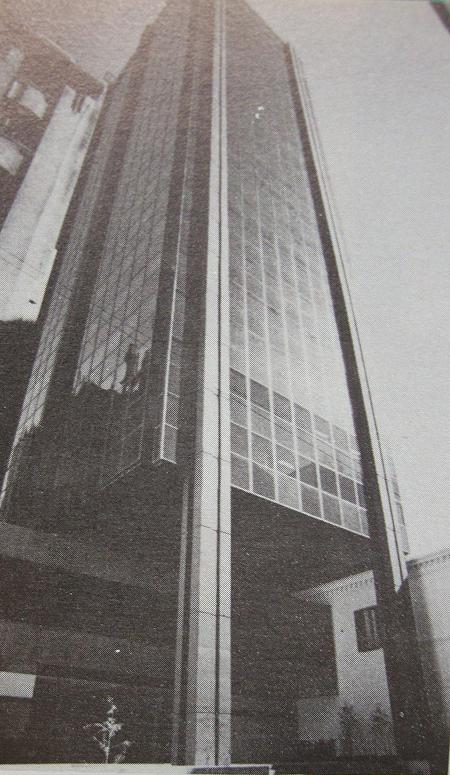
La Torre Esmeralda, en 1981

La Torre Esmeralda es un edificio de oficinas que se encuentra en la calle Esmeralda 130, en el centro financiero de la ciudad de Buenos Aires.
Fue proyectada por los estudios Sánchez Elía-Peralta Ramos (SEPRA) y Robirosa-Beccar Varela S.A. en 1977, y se inauguró en 1981. Se construyó en un terreno de 1.371 m², y tiene en total 18.261 m² de superficie cubierta, distribuidos en una planta baja de acceso, un primer nivel de oficinas en basamento que ocupa toda la superficie del terreno (concebidos para funcionar como sede bancaria), y 24 pisos de oficinas en torre.
Dentro del solar elegido para construir la Torre Esmeralda existía una antigua casa que se decidió conservar, y el basamento del edificio se pensó respetando la altura de la vieja vivienda de dos plantas. Además, la torre fue retirada de la línea de fachadas para brindar mayor espacio en una calle excesivamente angosta y sin perspectiva, dejando una plaza seca de acceso.
La fachada de la torre es una gran muro cortina vidriado opaco, con dos vigas de hormigón armado exteriores que la recorren en toda su altura. En el último nivel está el sector de servicios, y los cuatro ascensores y la escalera se apoyan sobre el extremo norte de la estructura.